# Boettcher Concert Hall
Boettcher Concert Hall, è una sala da concerto di Denver, in Colorado, ed è la sede della Colorado Symphony. Prende il nome dal filantropo, nativo del Colorado, Claude K. Boettcher.

## Storia
La Boettcher fu la prima sala per concerti sinfonici a tutto tondo degli Stati Uniti. Costruita nel 1978 dalla Hardy Holzman Pfeiffer Associates, come la sede per la Denver Symphony Orchestra, la sala è parte del Denver Performing Arts Complex, che è il secondo più grande complesso di arti dello spettacolo degli Stati Uniti accanto al Lincoln Center di New York.

La Boettcher originariamente aprì con recensioni contrastanti. Per via delle sue dimensioni in relazione alle dimensioni della comunità che serve, i suoi 2.362 posti a sedere spesso non vengono completamente riempiti. Messa a punto acusticamente con in mente un teatro pieno di pubblico, la sala all'inizio era afflitta da zone calde e fredde, quando il teatro era pieno solo parzialmente.

## Progetto
La buca dell'orchestra, posta sotto il palcoscenico è essenziale nella progettazione del surround, perché funge da camera riverberante per il suono a bassa frequenza. Il baldacchino dispone di 108 dischi circolari che è sono il dispositivo principale per la distribuzione del suono per i musicisti e il pubblico. Questi dischi influenzano alcune posizioni delle luci sulle passerelle e sui ganci ad anello.»
Nel 1993 il teatro fu sottoposto ad una ristrutturazione acustica importante. L'altezza degli schienali fu rettificata, furono aggiunti riflettori acustici supplementari e furono installate le tende acustiche che consentono al teatro di essere messo a punto per specifiche prestazioni, anche durante uno spettacolo.

## Gli occupanti
La Colorado Symphony è l'utilizzatore principale della sala da concerto Boettcher. Fondata nel 1989 per succedere alla Denver Symphony Orchestra, la Colorado Symphony fa le prove e si esibisce principalmente alla Boettcher Concert Hall, ma anche in tutto il Front Range. L'orchestra assicura alla sala da concerto 150.000 clienti per 90 spettacoli ogni anno. Il suo presidente e attuale amministratore delegato è Jerome Kern e il suo direttore musicale è Andrew Litton. Il Colorado Symphony è l'unica orchestra professionale a tempo pieno in un raggio di oltre mille miglia e una delle migliori del paese.

## Possibile chiusura
A metà del 2014 Il Denver Post riferì che la città di Denver stava considerando un piano per demolire la Boettcher Concert Hall e costruire un anfiteatro all'aperto al suo posto presso il Denver Performing Arts Complex. Questo è stato in tandem con uno spostamento temporaneo previsto al termine della stagione di concerti 2014-15 per consentire aggiornamenti della struttura per $ 17 milioni. La città tirò in ballo l'inaccessibilità sia economica che razziale, affermando che "il complesso [è] un luogo dove l'arte è costosa e il pubblico per lo più di bianchi e di vecchi, in una città che è sempre più latina e di giovani". Il sindaco di Denver Michael Hancock il 1 ottobre 2014 nominò una squadra per cominciare a lavorare sul futuro della Boettcher Concert Hall. Il dibattito riguardò l'accessibilità ed il costo per effettuare riparazioni e ristrutturazioni su vasta scala.
Potenziali piani comprendevano la sistemazione e la gestione della Boettcher come una struttura multi-uso in grado di ospitare concerti e fornire spazio educativo. Rendere lo spazio utilizzabile come una sala da concerto di sera e uno spazio per le piccole aule. Si è anche discusso di aggiungere un anfiteatro all'aperto. Questa opzione si è rivelata controversa, non solo per il fatto di demolire la Boettcher, ma anche a causa della competizione col Red Rocks Amphitheatre di Denver. Questa potenziale mossa avrebbe significato anche la costruzione di un box office in comune per le tre grandi strutture del complesso. La Direzione della Colorado Symphony Orchestra si è affrettò a presentare molte ragioni per cui rappresentavano un inquilino prezioso nella Boettcher.